# Герб Уличного
Герб Уличного — один з офіційних символів села Уличне, Дрогобицького району Львівської області.

## Історія
Символ затвердила сесія Уличненської сільської ради рішенням від 16 березня 2016 року.
Автор — Андрій Гречило.

## Опис (блазон)
Щит розтятий, у 1-у червоному полі два золоті млинські колеса, у 2-у чорному — три срібні бочки з золотими обручами, одна над одною.
Щит вписаний у еклектичний картуш, увінчаний золотою сільською короною.

## Зміст
Млинські колеса вказують на існування в Уличному кількох водяних млинів та поширений мельницький промисел. Три срібні бочки символізують солеварні промисли, які сприяли розвитку Уличного. Червоно-чорні кольори підкреслюють активну участь уличан у визвольній боротьбі за волю України.
Золота корона з колосків вказує на статус сільського населеного пункту.